# Graf
Graf (nam) hoặc Gräfin (nữ) là một tước hiệu lịch sử của giới quý tộc Đức, ngang hàng với bá tước (thường được dịch là Count sang tiếng Anh). Tuy nhiên so sánh cấp bậc thì tước hiệu này tương đương với earl của tiếng Anh thì mới đúng hơn (người phụ nữ hay người vợ của người có tước hiệu này gọi là countess).
Tiếng Thượng Đức cổ grafio và gravo có lẽ xuất phát từ tiếng Trung Latinh graffio mà có nguồn gốc từ tiếng Hy Lạp-Byzantine γραφεύς (grapheus) có nghĩa „người viết“. còn thuật ngữ Latinh comes (tiếng Pháp comte, nữ tính comtesse; tiếng Ý conte, nữ tính contessa) dưới thời hậu La Mã là tước hiệu của một nhà tài chính hoàng gia cao cấp (comes largitionum). Tước hiệu Graf có địa vị xã hội từ cao cho tới Reichsfürst (công tước đế quốc) xuống tới hạng thấp như Titulargraf.
Các tước hiệu xuất phát từ thuật ngữ Graf như Landgraf (Phiên địa Bá tước), Markgraf (Phiên địa Hầu tước) cũng như một số Pfalzgraf (Hành cung Bá tước) dưới thời Đế chế La Mã Thần thánh có địa vị quý tộc ngang hàng với Fürst (Công tước) và như vậy là trên cấp bậc Graf.